# Etimologia
Etimologia (do grego antigo ἐτυμολογία, composto de ἔτυμος [verdadeiro, real] e -λογία [estudo]) é um campo de estudo da linguística que trata da história ou origem das palavras e da explicação do significado de palavras através da análise dos elementos que as constituem. Em outros termos, é o estudo da composição dos vocábulos e das regras de sua evolução histórica.
Algumas palavras derivam de outras línguas, possivelmente de uma forma modificada (as palavras-fontes são chamadas étimos). Por meio de antigos textos e comparações com outras línguas, os etimologistas tentam reconstruir a história das palavras — quando eles entram em uma língua, quais as suas fontes, e como a suas formas e significados se modificaram.
Os etimólogos também tentam reconstruir informações sobre línguas que são velhas demais para que uma informação direta (tal como a escrita) possa ser conhecida. Comparando-se palavras em línguas correlatas, pode-se aprender algo sobre suas línguas afins compartilhadas. Deste modo, foram encontrados radicais de palavras que podem ser rastreadas por todo o caminho de volta até a origem da família de línguas indo-europeias.
A própria palavra etimologia vem do grego ἔτυμον (étimo, o verdadeiro significado de uma palavra, de 'étymos', verdadeiro) e λόγος (lógos, ciência, tratado).

## Exemplos
- O numeral quatro provém de kwetwores (proto-indo-europeu), que deu origem tanto ao sânscrito chatur quanto ao latim quattuor. O vocábulo latino por sua vez chega até os nossos dias sob as formas quatro e cuatro (português e castelhano, respectivamente), entre outras.
- O jogo de xadrez tem seu nome originário do sânscrito pela associação dos termos chatur e anga (quatro partes, em referência aos quatro elementos dos exércitos na época: elefantes, cavalaria, carruagens (ou barcos) e infantaria, os quais eram as peças que compunham o jogo antecessor do xadrez, o chaturanga). O vocábulo chegou à nossa língua através da seguinte evolução: (sânscrito) chatur anga → chaturanga → (persa) schatraya n → schatrayn → shadrayn / shadran → (árabe) al xedrech → alxedrez → ajedrez (castelhano) e xadrez (português). No oriente se tornou Xiangqi (China) e (xiangi → xongi) Shogi (Japão).

O estudo da origem das palavras pode, contudo, levar a armadilhas e a falácias etimológicas, que formam a pseudoetimologia ou a etimologia popular. Um exemplo, bastante discutido, é o da palavra cadáver que, segundo alguns autores, teria origem na inscrição latina "caro data vermibus" (carne dada aos vermes), que supostamente seria inscrita nos túmulos. Na verdade, não se encontrou, até hoje, nenhuma inscrição romana deste género. Hoje é defendido pelos etimologistas que a palavra deriva da raiz latina "cado", que significa "caído". A favor desta teoria está o facto de santo Isidoro de Sevilha referir que o corpo deixa de ser cadáver a partir do momento em que é sepultado.